# 28-я гвардейская ракетная дивизия
28-я гвардейская ракетная Краснознамённая дивизия (28 гв.рд) — гвардейское стратегическое соединение в составе 27-й гвардейской ракетной армии Ракетных войск стратегического назначения, расположенная в городе Козельск Калужской области.
Условное наименование — Войсковая часть № 54963(в/ч 54055). Козельское ракетное соединение — первое в РВСН, которое перевооружилось на новый ракетный комплекс «Ярс» шахтного базирования.

## История
В октябре 1943 года на базе двух артиллерийских полков: (270-й корпусной артиллерийский полк Резерва Главного командования под командованием майора Николая Иосифовича Осокина и 390-й гаубичный артиллерийский полк под командованием майора Григория Кузьмича Колоколова) была сформирована 28-я гвардейская пушечная артиллерийская Краснознамённая бригада.
В 1960 году 28-я гвардейская пушечная артиллерийская Краснознамённая бригада была расформирована и на её базе, в городе Владимир, с 15 мая по 25 июня 1960 года была сформирована 198-я инженерная бригада Резерва Верховного Главнокомандования. Первым командиром 198-й инженерной бригады РВГК стал полковник Михаил Савельевич Бурмак.
28-я гвардейская ракетная Краснознамённая дивизия была сформирована в городе Козельске на базе 198-й инженерной бригады РВГК 3 мая 1961 года.
4 августа 1961 года дивизии было вручено Боевое знамя.
Годовой праздник дивизии — 17 октября.
В том же году было начато строительство объектов дивизии на площадках № 11 и 12 (войсковая часть 34060), № 21 и 22 (войсковая часть 44070), № 31 (войсковая часть 54291).
18 августа 1961 года ракетный дивизион Козельской дивизии под командованием гвардии подполковника П. С. Пузанова произвёл на полигоне пуск ракеты Р-2.
30 марта 1964 года были сформированы два ракетных полка (в/ч 12417 и в/ч 07390), начавшие подготовку к заступлению на боевое дежурство на штатном ракетном комплексе с ракетой Р-9А.
23 декабря 1965 года был успешно произведён учебно-боевой пуск штатной ракеты Р-9А.
В 1960-е годы шло интенсивное формирование воинских частей дивизии, строительство объектов. С 1967 по 1969 год на боевое дежурство заступили одиннадцать ракетных полков, вооружённых ракетами УР-100.

8 июня 1970 года дивизия вошла в состав 27-й гвардейской ракетной армии.

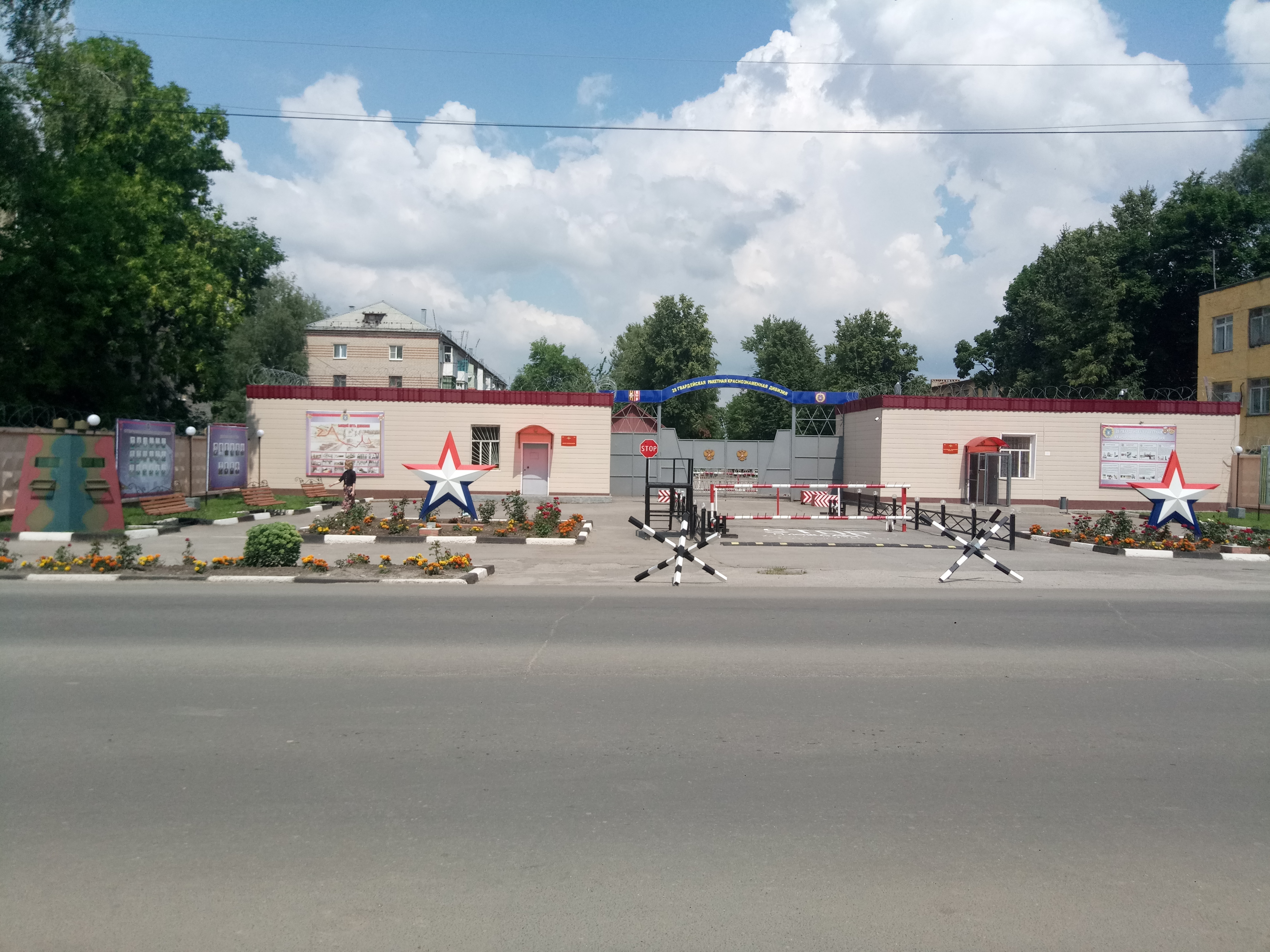
КПП в Козельске

 С 1975 по 1978 годы шесть ракетных полков, входивших в дивизию, были перевооружены новыми ракетными комплексами УР-100Н. Остальные полки в период с ноября 1985 по ноябрь 1987 года были расформированы и в соответствии с международными договорённостями прекратили своё существование.
В 1981 году дивизия награждена вымпелом Министра Обороны «За мужество и воинскую доблесть»
В 1984 году в дивизии был сформирован подвижный командный пункт «Выбор» (расформирован в 1999 году).
В июле 1985 года в дивизии был сформирован вычислительный центр, который обеспечивал оперативный расчёт полётных заданий ракет.
Указом № 1556-С Президента России 168 ракетному полку под командованием гвардии полковника А. Ю. Попова было присвоено почётное название «Калужский».

12 сентября 2007 года 119-й ракетный полк (в/ч 07390) был снят с несения боевого дежурства в связи с предстоящим его расформированием.

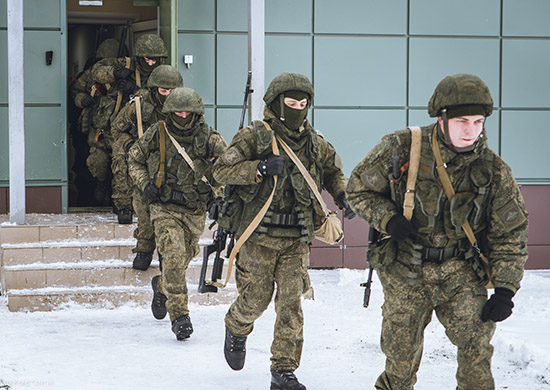
Военнослужащие 28 Гвардейской ракетной дивизии

1 декабря 2009 года 214-й ракетный полк (в/ч 95834) и 372-й ракетный полк (в/ч 12449) были расформированы. Таким образом, в составе дивизии на боевом дежурстве оставались три ракетных полка.
В 2009—2010 годах планировалось расформирование дивизии, однако 5 ноября 2008 года Президент России Дмитрий Медведев в своём послании Федеральному собранию сообщил, что дивизия расформирована не будет..
С 2012 года 74-й ракетный полк начал перевооружение на ракетный комплекс PC-24 «Ярс» (15Ж67) (SS-29) в стационарном (шахтном) исполнении.
В декабре 2014 года четыре шахтные пусковые установки 15П765М с ракетами 15Ж67 «Ярс-М» заступили на опытно-боевое дежурство.
В 2015 году 74-й ракетный полк, оснащённый новейшим боевым ракетным комплексом стационарного(шахтного) базирования «Ярс», заступил на боевое дежурство.
В 2015 году 168-й ракетный полк переведён в режим оперативного дежурства в связи с предстоящим перевооружением.
В 2018 году 168-й ракетный полк закончил перевооружение на новый ракетный комплекс и приступил к несению боевого дежурства.
4 декабря 2018 года комплексы «Ярс» заступили на боевое дежурство в Козельское ракетное соединение.

## Командиры дивизии
- Гвардии генерал-майор Бурмак Михаил Савельевич (1961—1967)
- Гвардии генерал-майор Барабанщиков Василий Матвеевич (1967—1975)
- Гвардии генерал-майор Генералов Владимир Андреевич (1975—1977)
- Гвардии генерал-майор Тимофеев Владимир Михайлович (1977—1980)
- Гвардии генерал-майор Петров Владимир Иванович (1980—1986)
- Гвардии генерал-майор Большаков Дмитрий Николаевич (1986—1992)
- Гвардии генерал-майор Поляков Борис Александрович (1992—1995)
- Гвардии генерал-майор Каравайцев Василий Григорьевич (1995—1998) умер 01.04.2019
- Гвардии генерал-майор Каракаев Сергей Викторович (1998—2001)
- Гвардии генерал-майор Фёдоров, Виктор Анатольевич (2001—2004)
- Гвардии генерал-майор Анциферов, Олег Геннадьевич (2004—2009)
- Гвардии полковник Стефанцов, Эдуард Евгеньевич (2009—2013)
- Гвардии генерал-майор Касьянов, Валерий Викторович (2013—2017)
- Гвардии полковник Драй, Юрий Васильевич (2017—2019)[13]
- Гвардии полковник Лесников, Владимир Иванович (с 2019)
- Гвардии полковник Соколов, Алексей Владимирович (ракетчик) (с 2022 г.)

## Боевой состав
- Управление (отделы, отделения, штаб)
- 74-й «Брянский» ракетный полк (в/ч 77193)
- 168-й «Калужский» ракетный полк (в/ч 97689)
- 373-й «Орловский» ракетный полк (в/ч 12450)
- Батальон охраны и разведки в/ч 54055 БОР (ранее в/ч 42610 ОБОР).
- Батальон материально-технического обеспечения в/ч 54055 (бМТО)
- Батальон боевого обеспечения в/ч 54055 (бБО)
- Техническая ракетная база (ТРБ)
- Ремонтно-техническая база в/ч 44240 (РТБ)
- Узел связи (ранее в/ч 03086)
- Группа ремонта средств боевого управления и средств связи (ГРСБУС)
- Фельдъегерско-почтовая станция
- Эксплуатационно-техническая комендатура
- Оркестр
- Госпиталь

## Вооружение

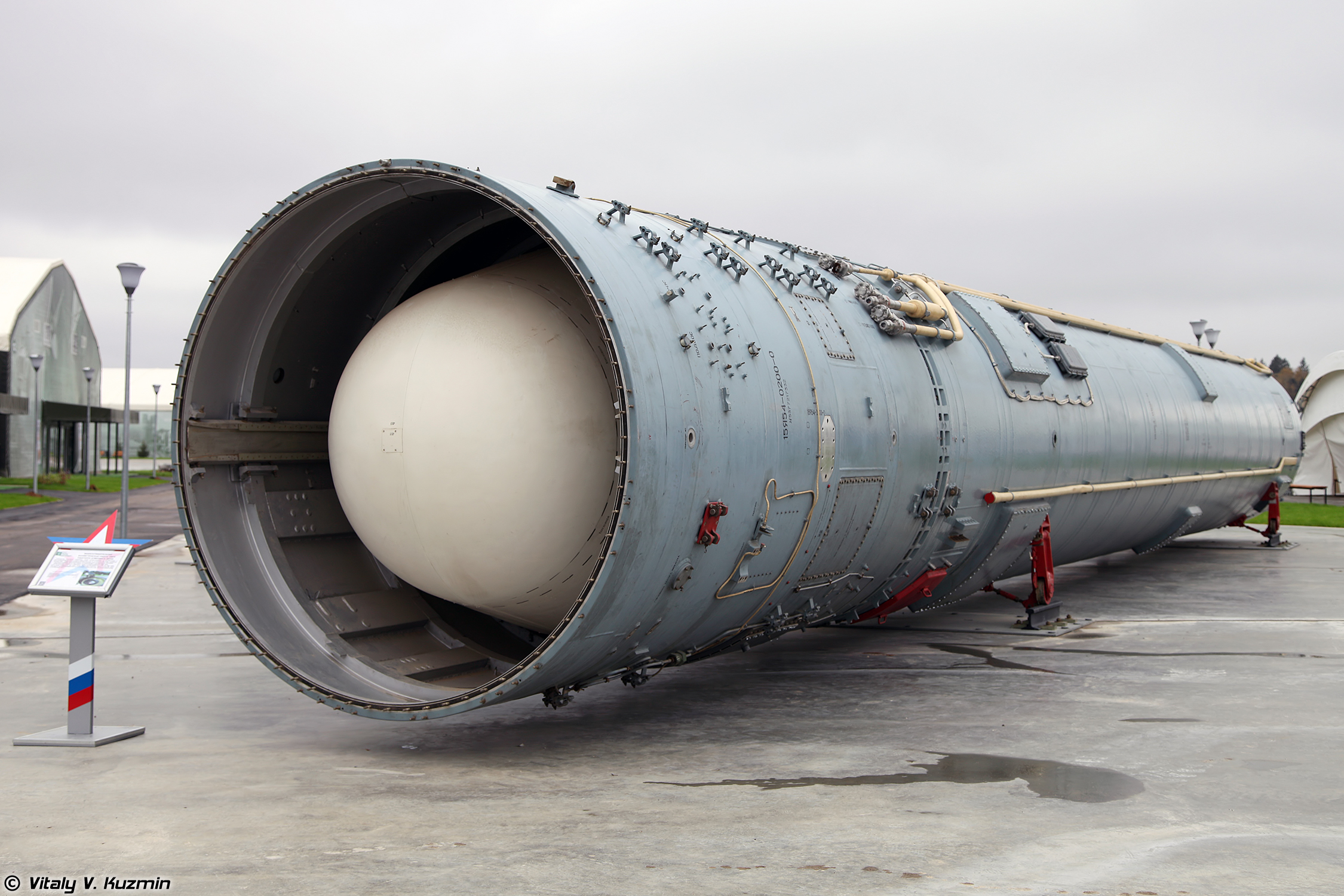
Межконтинентальная баллистическая ракета шахтного базирования 15А35 / УР-100Н УТТХ / РС-18Б в транспортно-пусковом контейнере 15Я54

В различные годы на основном вооружении ракетного соединения состояли межконтинентальные баллистические ракеты Р-9А (с 1964 г. по 1976 г.), УР-100 (с 1967 г. по 1977 г.), УР-100Н (с 1975 г. по 1987 г.), УР-100НУ (с 1982 г. по 2019 г.) PC-24 «Ярс» (с 2015 г. по настоящее время).
На начало 2020 года в составе дивизии три ракетных полка и 30 шахтных пусковых установок 15П765М (переоборудованные ШПУ 15П735 ракет 15А35) с ракетой 15Ж67 (РС-24), а также два унифицированных командных пункта 15В242 высокой защищённости (размещающийся на подвеске в шахте на специальной амортизации).